# Аморейра-да-Гандара, Паредеш-ду-Байрру і Анкаш
Аморе́йра-да-Га́ндара, Паре́деш-ду-Ба́йрру і А́нкаш (порт. Amoreira da Gândara, Paredes do Bairro e Ancas; МФА: [ɐ.mu.ˈɾɐj.ɾɐ dɐ ˈgɐ̃.dɐ.ɾɐ, pɐ.ˈɾe.dɨʒ du bɐ.ˈi.ʁu i ˈɐ̃.kɐʃ]) — парафія в Португалії, в муніципалітеті Анадія. Складова округу Авейру.  Входить до регіону Центр. За старим адміністративним поділом, що був чинним до 1976 року, територія парафії належала провінції Берегова Бейра. Заснована 28 січня 2013 року. Площа парафії — 22,06 км², населення — 2675 ос. (2011), густота населення — 121,26 осіб/км²
. Патрон — Діва Марія, святі Мартин і Тома. Поштовий індекс — 3780. Код  — 010316.
```
Сформована із колишніх парафій 
Аморейра-да-Гандара
, 
Паредеш-ду-Байрру
 й 
Анкаш
.
```

## Географія

Анадія (2013)
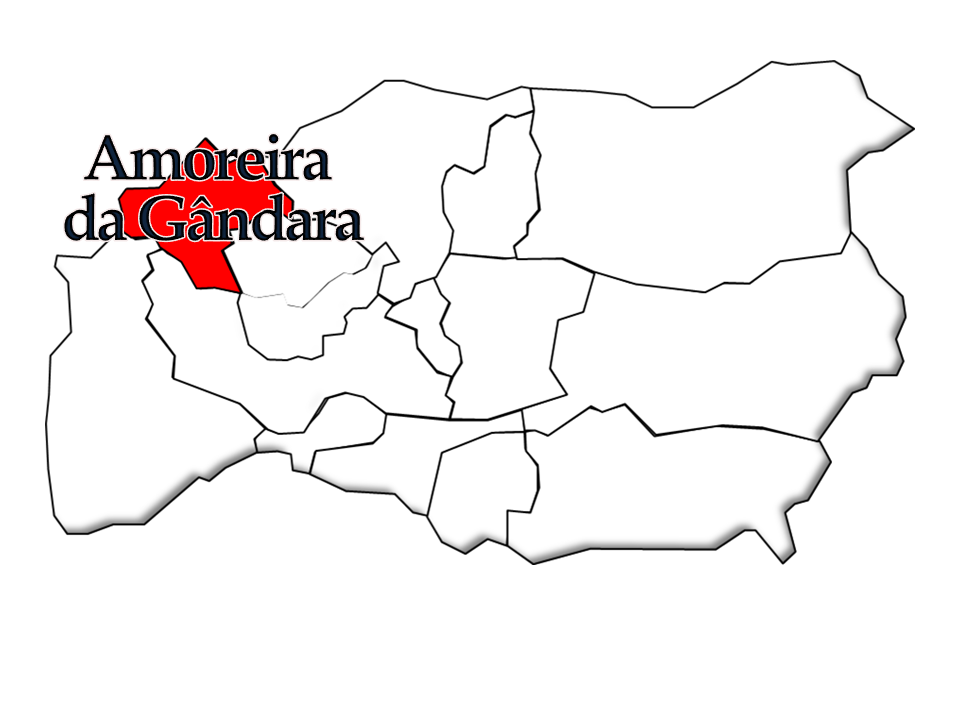
Аморейра-да-Гандара
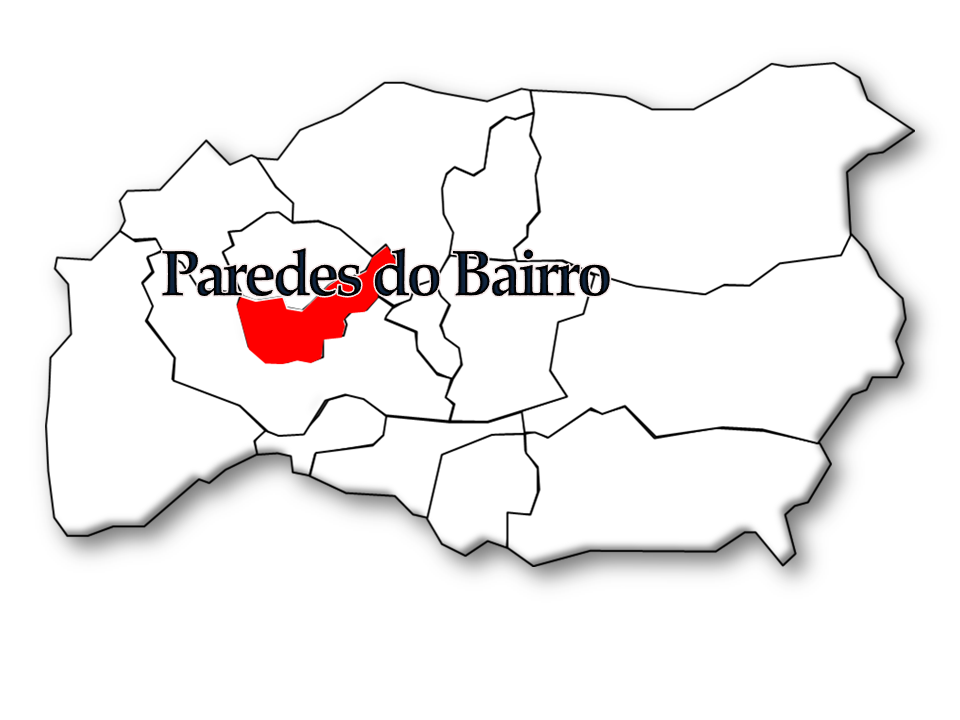
Паредеш-ду-Байрру
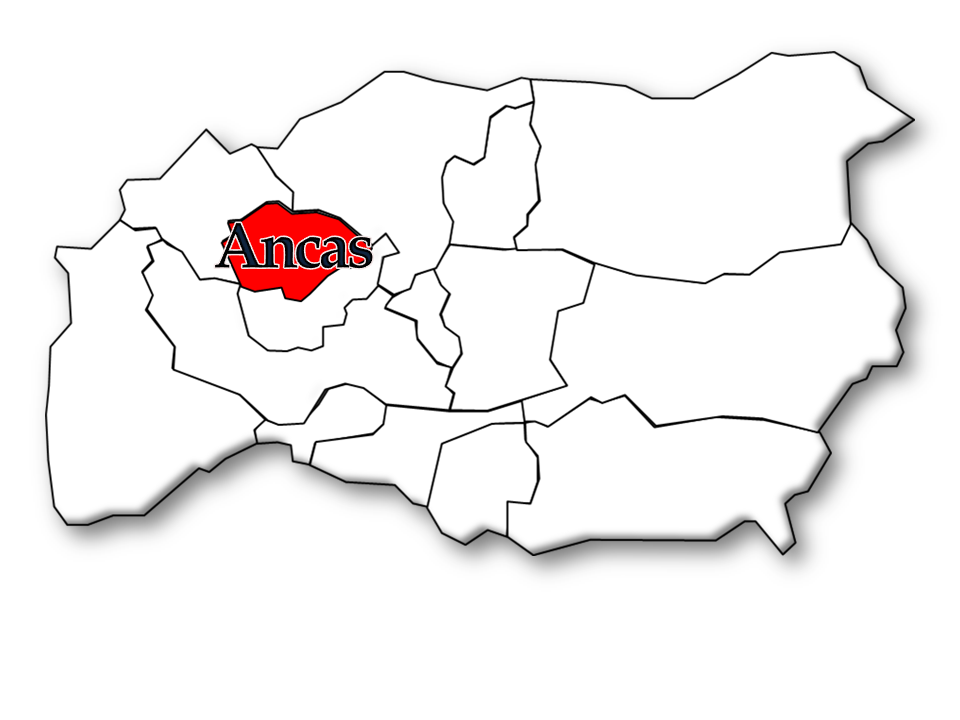
Анкаш

## Населення
| 2011 |
| 2675 |